# Hare hare yukai
Hare hare yukai (ハレ晴レユカイ? lett. "Soleggiata soleggiata felicità") è un brano musicale scritto da Aki Hata ed utilizzato come sigla finale della prima stagione dell'anime La malinconia di Haruhi Suzumiya, cantato da Aya Hirano, Minori Chihara e Yūko Gotō, doppiatrici rispettivamente di Haruhi Suzumiya, Yuki Nagato e Mikuru Asahina.
Il CD del singolo contiene anche la canzone Welcome UNKNOWN che è la prima sigla di chiusura (episodi da 7 a 35) di SOS Dan rajio shibu, il radiodramma de La malinconia di Haruhi Suzimiya. Vi è anche una versione karaoke di entrambi i brani.
Il CD raggiunse il quinto posto nella classifica Oricon e fu il 18º disco più venduto in Giappone il 10 maggio 2006, giorno della pubblicazione. Fu anche venduto fino all'esaurimento in molti rivenditori su Internet e fu il disco più venduto su amazon.co.jp. Vinse il Radio Kansai Award nel 2006, parte dell'Animation Kobe Theme Song Award.
Il balletto dei personaggi che si vede nelle immagini della sigla finale è diventata un fenomeno di Internet che ha ispirato molte parodie e video fatti dai fan, molti dei quali caricati su siti di video sharing come YouTube. La coreografia è ispirata a diversi video del gruppo di idol Berryz Kobo, come Gag 100kaibun aishite kudasai, Special Generation, e 21ji made no Cinderella. Il brano è stato inoltre oggetto di parodia nell'anime Lucky Star.

## Risultati
- Massima posizione nella classifica settimanale Oricon: 5 (miglior posizione raggiunta da un singolo legato a La malinconia di Haruhi Suzumiya)
- Settimane in classifica: 92[6]
- Vendite: 123,000+[6]
- Posizione nella classifica di fine anno 2006: 104

## Tracce
Maxi Single LACM-4261
1. Hare hare yukai (ハレ晴レユカイ?)  – 3:37
  - Voce: Aya Hirano (Haruhi Suzumiya), Minori Chihara (Yuki Nagato), e Yūko Gotō (Mikuru Asahina)
  - Testo: Aki Hata
  - Musica: Tomokazu Toshiro
  - Arrangiamento: Takahiro Ando
2. Welcome UNKNOWN (うぇるかむUNKNOWN?, werukamu UNKNOWN, lett. "Benvenuto sconosciuto")  – 3:23
3. Hare hare yukai (off vocal) (ハレ晴レユカイ（off vocal）?) – 3:37
4. Welcome UNKNOWN (off vocal) (うぇるかむUNKNOWN（off vocal）?, werukamu UNKNOWN (off vocal))  – 3:23